# NBA G League All-Rookie Team
L'NBA G League All-Rookie Team è il riconoscimento che ogni anno la NBA G League, tramite i voti degli allenatori di ogni franchigia, conferisce ai migliori giocatori al primo anno (rookie) che si sono distinti nel corso della stagione regolare.

## Elenco
| Grassetto | Vincitore dell'NBA G League Rookie of the Year Award |

| Stagione  | 1° quintetto         | 1° quintetto             | 2° quintetto        | 2° quintetto             | 3° quintetto        | 3° quintetto             |
| Stagione  | Giocatore            | Squadra                  | Giocatore           | Squadra                  | Giocatore           | Squadra                  |
| --------- | -------------------- | ------------------------ | ------------------- | ------------------------ | ------------------- | ------------------------ |
| 2012-2013 | Jorge Gutiérrez      | Canton Charge            | Glen Rice           | Rio Grande Valley Vipers | Carlon Brown        | Warriors / Stampede      |
| 2012-2013 | Scott Machado        | Santa Cruz Warriors      | Dominique Sutton    | Tulsa 66ers              | Tony Taylor         | Tulsa 66ers              |
| 2012-2013 | Tony Mitchell        | Fort Wayne Mad Ants      | JaMychal Green      | Austin Toros             | Toure' Murry        | Rio Grande Valley Vipers |
| 2012-2013 | Kris Joseph          | Red Claws / Armor        | Chris Johnson       | Rio Grande Valley Vipers | James Nunnally      | Bakersfield Jam          |
| 2012-2013 | Fab Melo             | Maine Red Claws          | Micheal Eric        | Canton Charge            | Chris Cooper        | Bakersfield Jam          |
| 2013-2014 | Seth Curry           | Santa Cruz Warriors      | Troy Daniels        | Rio Grande Valley Vipers | Chris Babb          | Maine Red Claws          |
| 2013-2014 | Frank Gaines         | Maine Red Claws          | P.J. Hairston       | Texas Legends            | Trey McKinney-Jones | Fort Wayne Mad Ants      |
| 2013-2014 | Adonis Thomas        | Springfield Armor        | James Southerland   | Los Angeles D-Fenders    | Jackie Carmichael   | Iowa Energy              |
| 2013-2014 | Robert Covington     | Rio Grande Valley Vipers | Grant Jerrett       | Tulsa 66ers              | C.J. Leslie         | Idaho Stampede           |
| 2013-2014 | Alex Oriakhi         | Sioux Falls Skyforce     | Zeke Marshall       | Maine Red Claws          | Jordan Henriquez    | Rio Grande Valley Vipers |
| 2014-2015 | Tim Frazier          | Maine Red Claws          | David Stockton      | Reno Bighorns            | Andre Dawkins       | Sioux Falls Skyforce     |
| 2014-2015 | Bryce Cotton         | Austin Spurs             | Jabari Brown        | Los Angeles D-Fenders    | Roscoe Smith        | Los Angeles D-Fenders    |
| 2014-2015 | Jerrelle Benimon     | Idaho Stampede           | C.J. Fair           | Fort Wayne Mad Ants      | Semaj Christon      | Oklahoma City Blue       |
| 2014-2015 | James Michael McAdoo | Santa Cruz Warriors      | Shawn Jones         | Sioux Falls Skyforce     | David Wear          | Reno Bighorns            |
| 2014-2015 | Khem Birch           | Sioux Falls Skyforce     | Talib Zanna         | Oklahoma City Blue       | Sim Bhullar         | Reno Bighorns            |
| 2015-2016 | Quinn Cook           | Canton Charge            | nessun 2º quintetto | nessun 2º quintetto      | nessun 3º quintetto | nessun 3º quintetto      |
| 2015-2016 | Will Cummings        | Rio Grande Valley Vipers | nessun 2º quintetto | nessun 2º quintetto      | nessun 3º quintetto | nessun 3º quintetto      |
| 2015-2016 | Dakari Johnson       | Oklahoma City Blue       | nessun 2º quintetto | nessun 2º quintetto      | nessun 3º quintetto | nessun 3º quintetto      |
| 2015-2016 | J.J. O'Brien         | Idaho Stampede           | nessun 2º quintetto | nessun 2º quintetto      | nessun 3º quintetto | nessun 3º quintetto      |
| 2015-2016 | Greg Whittington     | Sioux Falls Skyforce     | nessun 2º quintetto | nessun 2º quintetto      | nessun 3º quintetto | nessun 3º quintetto      |
| 2016-2017 | Isaiah Taylor        | Rio Grande Valley Vipers | nessun 2º quintetto | nessun 2º quintetto      | nessun 3º quintetto | nessun 3º quintetto      |
| 2016-2017 | David Nwaba          | Los Angeles D-Fenders    | nessun 2º quintetto | nessun 2º quintetto      | nessun 3º quintetto | nessun 3º quintetto      |
| 2016-2017 | Jalen Jones          | Maine Red Claws          | nessun 2º quintetto | nessun 2º quintetto      | nessun 3º quintetto | nessun 3º quintetto      |
| 2016-2017 | Abdel Nader          | Maine Red Claws          | nessun 2º quintetto | nessun 2º quintetto      | nessun 3º quintetto | nessun 3º quintetto      |
| 2016-2017 | Alex Poythress       | Fort Wayne Mad Ants      | nessun 2º quintetto | nessun 2º quintetto      | nessun 3º quintetto | nessun 3º quintetto      |
| 2017-2018 | Rodney Purvis        | Lakeland Magic           | nessun 2º quintetto | nessun 2º quintetto      | nessun 3º quintetto | nessun 3º quintetto      |
| 2017-2018 | Antonio Blakeney     | Windy City Bulls         | nessun 2º quintetto | nessun 2º quintetto      | nessun 3º quintetto | nessun 3º quintetto      |
| 2017-2018 | Amile Jefferson      | Iowa Wolves              | nessun 2º quintetto | nessun 2º quintetto      | nessun 3º quintetto | nessun 3º quintetto      |
| 2017-2018 | Nigel Hayes          | Westchester Knicks       | nessun 2º quintetto | nessun 2º quintetto      | nessun 3º quintetto | nessun 3º quintetto      |
| 2017-2018 | Thomas Bryant        | South Bay Lakers         | nessun 2º quintetto | nessun 2º quintetto      | nessun 3º quintetto | nessun 3º quintetto      |
| 2018-2019 | Chris Chiozza        | Capital City Go-Go       | nessun 2º quintetto | nessun 2º quintetto      | nessun 3º quintetto | nessun 3º quintetto      |
| 2018-2019 | Yante Maten          | Sioux Falls Skyforce     | nessun 2º quintetto | nessun 2º quintetto      | nessun 3º quintetto | nessun 3º quintetto      |
| 2018-2019 | Ángel Delgado        | Agua Caliente Clippers   | nessun 2º quintetto | nessun 2º quintetto      | nessun 3º quintetto | nessun 3º quintetto      |
| 2018-2019 | Theo Pinson          | Long Island Nets         | nessun 2º quintetto | nessun 2º quintetto      | nessun 3º quintetto | nessun 3º quintetto      |
| 2018-2019 | Duncan Robinson      | Sioux Falls Skyforce     | nessun 2º quintetto | nessun 2º quintetto      | nessun 3º quintetto | nessun 3º quintetto      |
| 2019-2020 | Jarrell Brantley     | Salt Lake City Stars     | nessun 2º quintetto | nessun 2º quintetto      | nessun 3º quintetto | nessun 3º quintetto      |
| 2019-2020 | Devontae Cacok       | South Bay Lakers         | nessun 2º quintetto | nessun 2º quintetto      | nessun 3º quintetto | nessun 3º quintetto      |
| 2019-2020 | Donta Hall           | Grand Rapids Drive       | nessun 2º quintetto | nessun 2º quintetto      | nessun 3º quintetto | nessun 3º quintetto      |
| 2019-2020 | Marial Shayok        | Delaware Blue Coats      | nessun 2º quintetto | nessun 2º quintetto      | nessun 3º quintetto | nessun 3º quintetto      |
| 2019-2020 | Tremont Waters       | Maine Red Claws          | nessun 2º quintetto | nessun 2º quintetto      | nessun 3º quintetto | nessun 3º quintetto      |
| 2020-2021 | Malachi Flynn        | Raptors 905              | nessun 2º quintetto | nessun 2º quintetto      | nessun 3º quintetto | nessun 3º quintetto      |
| 2020-2021 | Brodric Thomas       | Cleveland Charge         | nessun 2º quintetto | nessun 2º quintetto      | nessun 3º quintetto | nessun 3º quintetto      |
| 2020-2021 | Mamadi Diakaté       | Lakeland Magic           | nessun 2º quintetto | nessun 2º quintetto      | nessun 3º quintetto | nessun 3º quintetto      |
| 2020-2021 | Paul Reed            | Delaware Blue Coats      | nessun 2º quintetto | nessun 2º quintetto      | nessun 3º quintetto | nessun 3º quintetto      |
| 2020-2021 | Kenyon Martin Jr.    | Rio Grande Valley Vipers | nessun 2º quintetto | nessun 2º quintetto      | nessun 3º quintetto | nessun 3º quintetto      |
| 2021-2022 | Charles Bassey       | Delaware Blue Coats      | nessun 2º quintetto | nessun 2º quintetto      | nessun 3º quintetto | nessun 3º quintetto      |
| 2021-2022 | Luka Garza           | Motor City Cruise        | nessun 2º quintetto | nessun 2º quintetto      | nessun 3º quintetto | nessun 3º quintetto      |
| 2021-2022 | Micah Potter         | Sioux Falls Skyforce     | nessun 2º quintetto | nessun 2º quintetto      | nessun 3º quintetto | nessun 3º quintetto      |
| 2021-2022 | Carlik Jones         | Texas Legends            | nessun 2º quintetto | nessun 2º quintetto      | nessun 3º quintetto | nessun 3º quintetto      |
| 2021-2022 | Mac McClung          | South Bay Lakers         | nessun 2º quintetto | nessun 2º quintetto      | nessun 3º quintetto | nessun 3º quintetto      |
| 2022-2023 | Lester Quinones      | Santa Cruz Warriors      | nessun 2º quintetto | nessun 2º quintetto      | nessun 3º quintetto | nessun 3º quintetto      |
| 2022-2023 | Jamaree Bouyea       | Sioux Falls Skyforce     | nessun 2º quintetto | nessun 2º quintetto      | nessun 3º quintetto | nessun 3º quintetto      |
| 2022-2023 | Kenneth Lofton       | Memphis Hustle           | nessun 2º quintetto | nessun 2º quintetto      | nessun 3º quintetto | nessun 3º quintetto      |
| 2022-2023 | Darius Days          | Rio Grande Valley Vipers | nessun 2º quintetto | nessun 2º quintetto      | nessun 3º quintetto | nessun 3º quintetto      |
| 2022-2023 | Moussa Diabaté       | Agua Caliente Clippers   | nessun 2º quintetto | nessun 2º quintetto      | nessun 3º quintetto | nessun 3º quintetto      |
| 2023-2024 | Oscar Tshiebwe       | Indiana Mad Ants         | nessun 2º quintetto | nessun 2º quintetto      | nessun 3º quintetto | nessun 3º quintetto      |
| 2023-2024 | Adama Sanogo         | Windy City Bulls         | nessun 2º quintetto | nessun 2º quintetto      | nessun 3º quintetto | nessun 3º quintetto      |
| 2023-2024 | Jordan Miller        | Ontario Clippers         | nessun 2º quintetto | nessun 2º quintetto      | nessun 3º quintetto | nessun 3º quintetto      |
| 2023-2024 | Terquavion Smith     | Delaware Blue Coats      | nessun 2º quintetto | nessun 2º quintetto      | nessun 3º quintetto | nessun 3º quintetto      |
| 2023-2024 | Kendric Davis        | Santa Cruz Warriors      | nessun 2º quintetto | nessun 2º quintetto      | nessun 3º quintetto | nessun 3º quintetto      |